# Apostel-Petrus-Kirche (Tel Aviv-Jaffa)
Die Apostel-Petrus-Kirche (russisch Церковь апостола Петра, hebräisch כְּנֵסִיַּת שִׁמְעוֹן פֶּטְרוֹס השָׁלִיחַ Knessijjat Schimʿōn Peṭrōs ha-Schalīach, arabisch كَنِيسَة الرَّسُول بُطْرُس, DMG Kanīsa al-Rasūl Buṭrus) ist eine russische orthodoxe Kirche in Tel Aviv-Jaffa, Israel. Im Diözesangebiet des griechischen orthodoxen Patriarchats Jerusalem unterhält die Russische Orthodoxe Kirche keine Territorialpfarreien, aber für Pilger ein Netz von Kirchen, Andachtstätten und Herbergen, die zusammen die Russische Geistliche Mission in Jerusalem beim Patriarchat Jerusalem bilden.
Mit der ʿAlijjah von etwa 770.000 jüdischen, meist russischsprachigen ehemaligen Sowjetbürgern (1989–1995) gefolgt von noch einmal 130.000 Personen gleichen Hintergrunds bis 2007 kamen als deren Angehörige etwa 300.000 ebenfalls meist russischsprachige Nichtjuden ins Land, von denen viele, vielleicht 30.000 bis 40.000 (2016) christliche Orthodoxe sind, die den einheimischen griechischen orthodoxen Pfarreien zuzurechnen sind, aber tatsächlich der Sprache wegen den Einrichtungen der Russischen Geistlichen Mission zuneigen, die so inzwischen doch durch einheimische Gläubige genutzt werden.

## Lage
Die Apostel-Petrus-Kirche befindet sich in Abu Kabir (hebräisch אַבּוּ כַּבִּיר arabisch أبو كبير), seit 1951 eine Ortslage in Tel Avivs Stadtteil Givʿat Herzl (hebräisch גִּבְעַת הֶרְצְל), am südlichen Ende der zentralen Nord-Süd-Achse Rechov Herzl, die an der 149 Hausnummern oder zwei Kilometer weiter nördlich gelegenen Kreuzung mit den Sderot Rothschild 1909 das Gründungsviertel Tel Avivs bildete. Zur Kirche gleichen Patroziniums in Jaffa sind es 2,1 Kilometer. Die Kirche mit Nebengebäuden inmitten eines weitläufigen Obstgartens bildet eine ummauerte Anlage, durch ihren besonders hohen Kirchturm gut zu sehen von Tel Aviv und von Jaffa, was so beabsichtigt war.
Die Anlage ist wie folgt umrissen: Im Westen begrenzt der Rechov Herzl das Grundstück mit der Nr. 157, wobei den Streifen direkt an der Straße Sportanlagen prägen, wo sich bis in die 1990er Jahre noch der Gan ha-Hagannah ausbreitete. Im Norden, nah zur Straße stehen ehemalige Institutsgebäude der Universität Tel Aviv, in denen sich seit 1986 der Bejt Sefer lɘ-Ṭeva, Svīvah wɘ-Chevrah (hebräisch בֵּית הַסֵּפֶר לְטֶבַע, סְבִיבָה וְחֶבְרָה ‚Schule für Natur, Umwelt und Gesellschaft‘) befindet (Rechov Herzl Nr. 155).

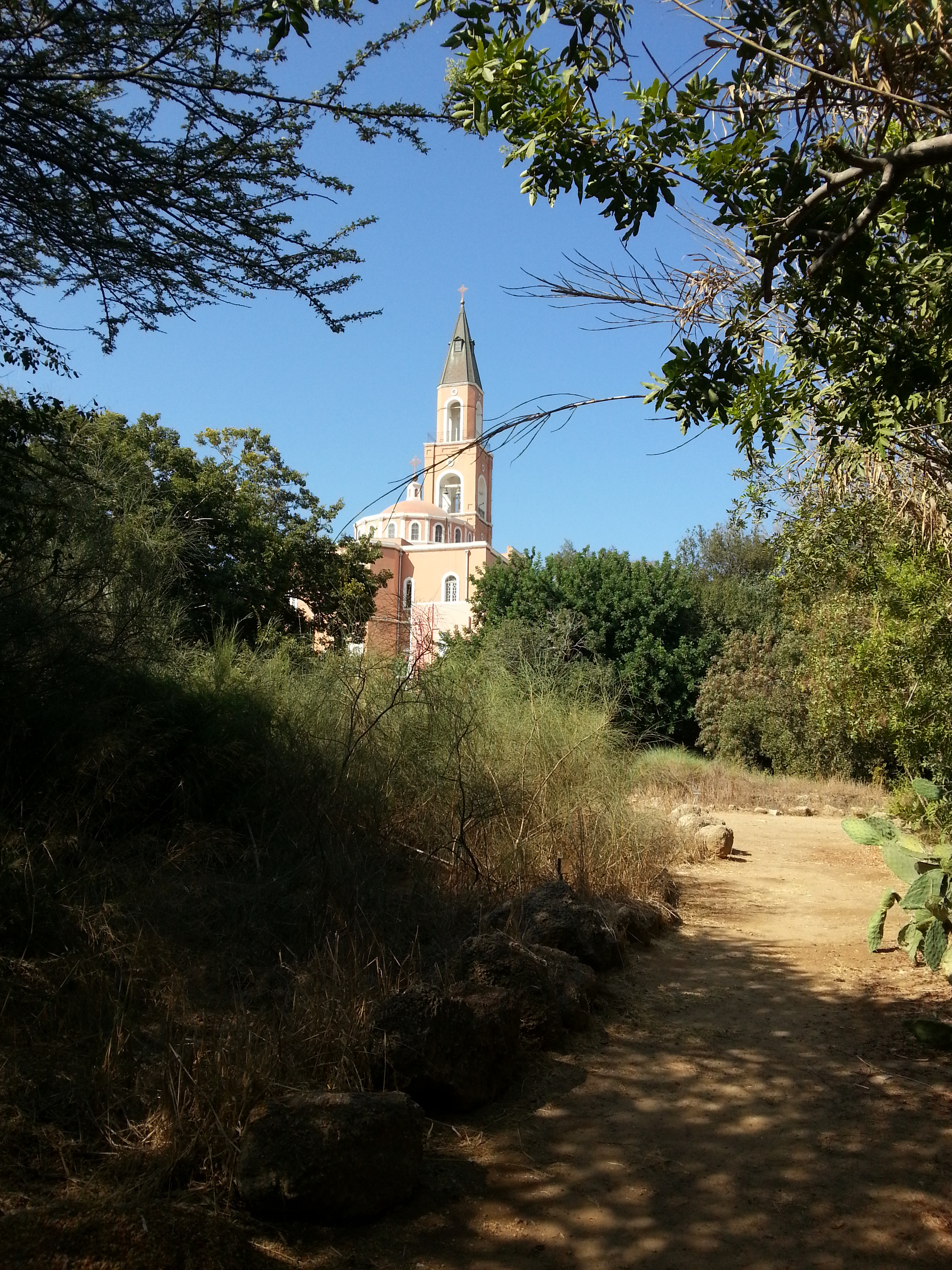
Blick südwestwärts aus dem wildwüchsigen Botanischen Garten zur Kirche, 2012

Östlich der Gebäude erstreckt sich entlang der nördlichen Grundstücksgrenze der Weinberg Schaych al-Bakris (شيخ البكري), den seit 1952 ein Botanischer Garten einnimmt, der sich auch an der Ostseite des Kirchengrundstücks entlangzieht. Im Süden begrenzt eine Verzweigung der Landstraße Jaffa–(Salamah)–Bir Zait (hier namens Mischʿōl Prōf. Heinrich Mendelssohn / מִשְׁעוֹל פְּרוֹפ' הַיְנְרִיך מֶנְדֶלְסוֹן, früher benannt als Rechov 3377, dann Rechov ʿOfer Cohen) das Grundstück, an der das südliche, für die Öffentlichkeit bestimmte Tor liegt. 600 Meter Wegs südwestwärts entlang dieser Landstraße findet sich die einst wichtige osmanische Brunnenstube Sabil Abu Nabbut (سبيل أبو نبوت, auch سبيل الشفاء Sabīl al-Schifā), eine der Landmarken Tel Aviv-Jaffas.

## Name von Kirche und umgebender Anlage
Der lokale Volksmund nennt die Anlage wahlweise Arḍ al-Ṭābīṯā (arabisch ارض الطابيثا ‚Erde/Boden Tabithas‘, hebräisch ארצ' אלטביתא), Biyyārat al-Muskūb (arabisch بيّارة المسكوب ‚Plantage Moskaus‘, hebräisch ביארת אלמוסקוב), Darbatayn Ṭābīṯā (arabisch دربتين طابيثا ‚Beide Wege/Pfade Tabithas‘), Garten des russischen Archimandriten, Ha-Mōsqōvijjah (hebräisch הַמּוֹסְקוֹבִיָּה al-Muskūbiyya, deutsch ‚die Moskowitische‘, arabisch المسكوبية) oder Migrasch ha-Russim (hebräisch מִגְרַשׁ הָרוּסִים deutsch ‚Grundstück der Russen‘, englisch Russian Site), die eher konkrete Zusammenhänge widerspiegeln, wo offizielle fremdsprachige Bezeichnungen ausländischer Institutionen für Einheimische nicht nachvollziehbare Bezüge aufgreifen bzw. konstruieren.
Das Gotteshaus im Zentrum des Migrasch ha-Russim heißt mit vollem Namen Kirche Peters des Apostels und Tabithas der Gerechten (russisch Церковь апостола Петра и праведной Тавифы ‚Zerkow apostola Petra i prawednoj Tawify‘, hebräisch כְּנֵסִיַּת שִׁמְעוֹן פֶּטְרוֹס השָׁלִיחַ וְטָבִיתָא הַצַּדִּיקָה Knessijjat Schimʿōn Peṭrōs ha-Schalīach wɘ-Ṭavītā ha-Zaddīqah, arabisch كَنِيسَة الرَّسُول بُطْرُس وَطَابِيثَا الصِّدِّيقَة, DMG Kanīsa al-Rasūl Buṭrus wa-Ṭābīṯā al-Ṣaddīqa).

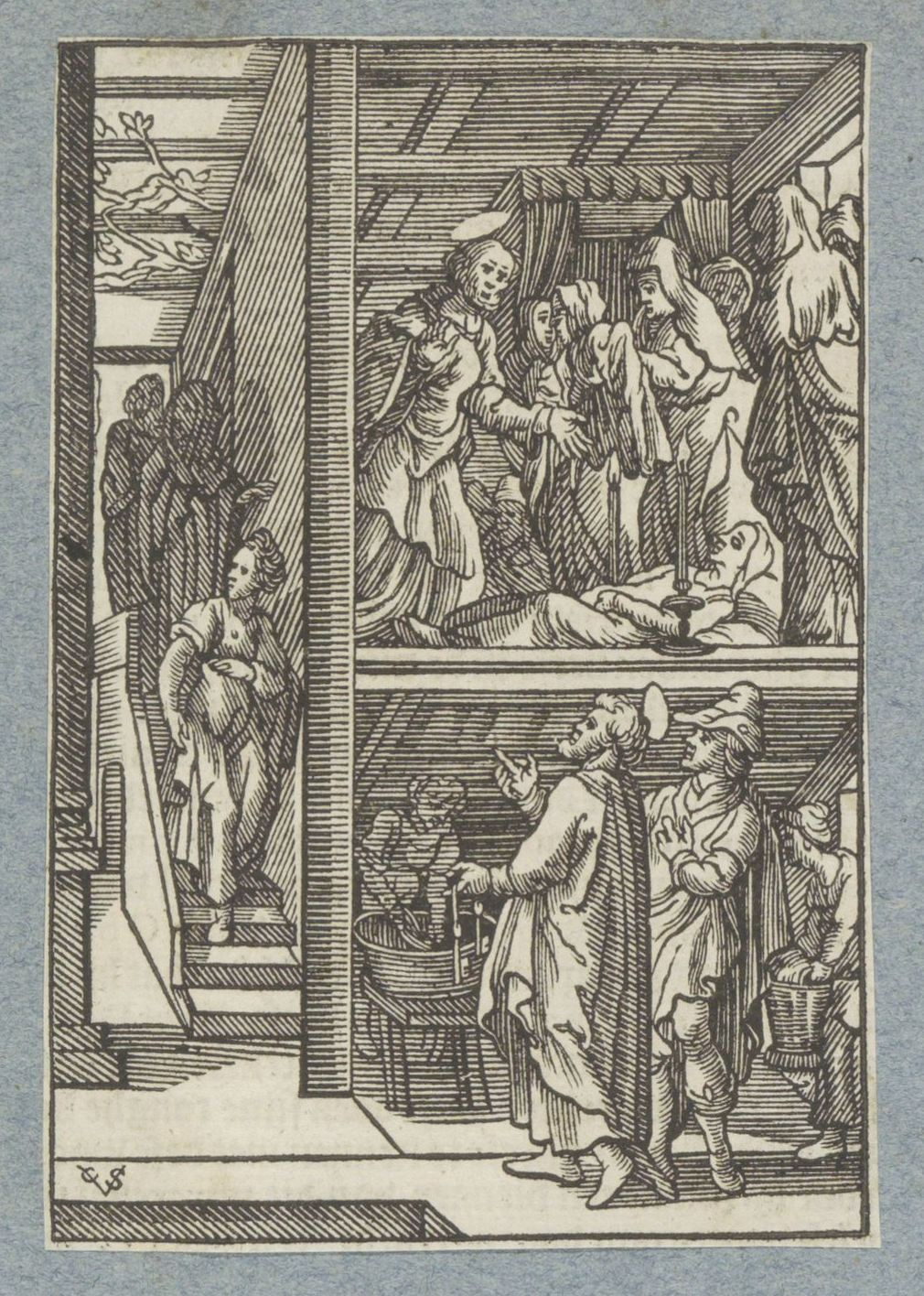
Erweckung Tabithas durch Simon Petrus in Jaffa im Hause Schimʿons des Gerbers, Stich von 1629 bis vor 1646

## Geschichte

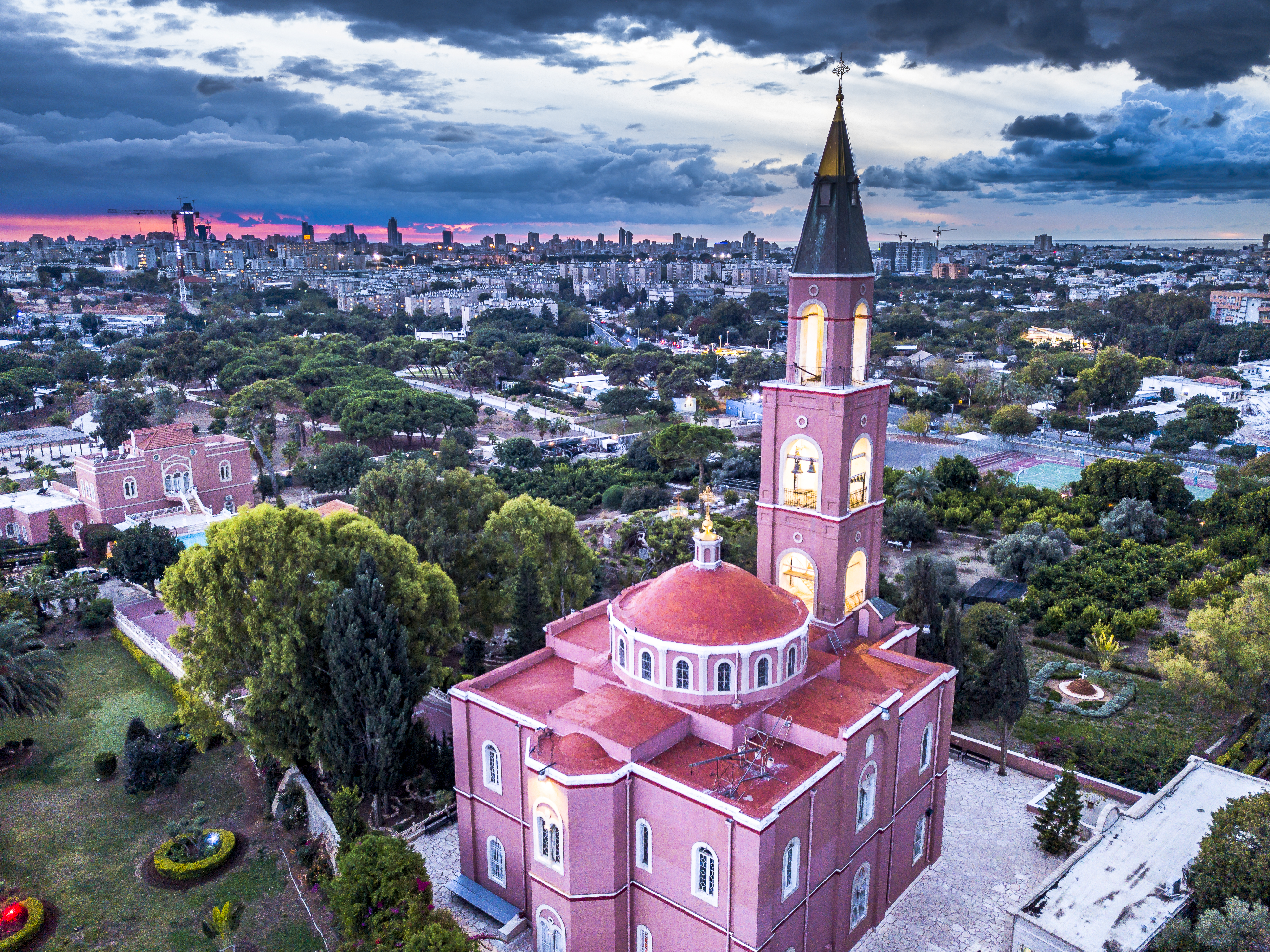
Blick südwestwärts über die Kirche mit Sportplätzen am Rechov Herzl, ex-Hospiz mit Pool und Israels Zentrum für Forensik inmitten von Pinien vor Wohnblocks und der Skyline von Bat Jam, 2017

Zwischen Erstem (1831–1833) und Zweitem Ägyptisch-Osmanischen Krieg (1839–1841) des ägyptischen Khediven Muhammad Ali Pascha, eigentlich osmanischer Untertan, gegen das Osmanische Reich verleibte dieser das Heilige Land dem Khedivat Ägypten ein. Binnen kurzem gründeten Kolonisten in weiten Teilen des Landes ägyptische Siedlungskolonien, darunter einige Siedler aus Tall al-Kabir die Kolonie Abu Kabir (hebräisch אַבּוּ כַּבִּיר arabisch أبو كبير).
Im Jahre 1835, kurz vor Gründung Abu Kabirs besuchte von Ägypten kommend der russische Staatsmann Avraám Noroff das Heilige Land und identifizierte eine alte Grabhöhle südöstlich Jaffas als letzte Ruhestätte der von Christen verehrten Jüngerin Jesu, der wohltätigen Witwe Tabitha, die vor ihrem schlussendlichen Ableben noch einmal aus Todesstarre auferweckt wurde, was der in Jaffa weilende Apostel Simon Petrus vollbrachte (Apg 9,36–42 ). Dies geschah der Tradition nach im Haus des Gerbers Schimʿon in der Altstadt Jaffas, wohin der Apostel gerufen worden war. Beweise, die die vermutete Identität mit Tabithas Grab bestätigen, fehlen.
Zu diesem Zeitpunkt ahnte keiner, dass der kleine kahle und felsige Hügel aus Kurkar (כּוּרְכָּר Kūrkar, arabisch كركار, DMG Kurkār; eine in Israels Küstenebene verbreitete Art kalkhaltigen Tuffs) in Wahrheit die Nekropole eines jüdischen Friedhofs barg. Anhänger der Vermutung des Tabitha-Grabs begannen die Fundstelle zu besuchen. Bei orthodoxen Christen ist die Verehrung Tabithas ausgeprägter, als bei Angehörigen anderer Kirchen. Und russischen Pilgern waren Tabitha und durch Noroffs Reiseberichte auch dieser Ort bekannt, den sie aufsuchten, um am vermuteten Grab Tabithas zu beten.
Das Gelände um das vermutete Grab Tabithas, auf arabisch دربتين طابيثا, DMG Darbatayn Ṭābīṯā ‚Beide Wege/Pfade Tabithas‘ genannt, gehörte zwei Eigentümern, und Jaʿaqov HaLewi (יַעֲקֹב הַלֵּוִי russisch Яков Халеби), langjähriger Assistent Antonin Andrej Iwanowitsch Kapustins (1817–1894) half letzterem beim Erwerb. Da es Ausländern nicht ohne weiteres möglich war, Grund und Boden im Osmanischen Reich zu erwerben, wurde am 18. August 1868 besagtes Gelände auf Namen des osmanischen Untertans Jaʿaqov HaLewi als dessen Eigentum eingetragen, der es für die Russische Geistliche Mission in Jerusalem hielt.

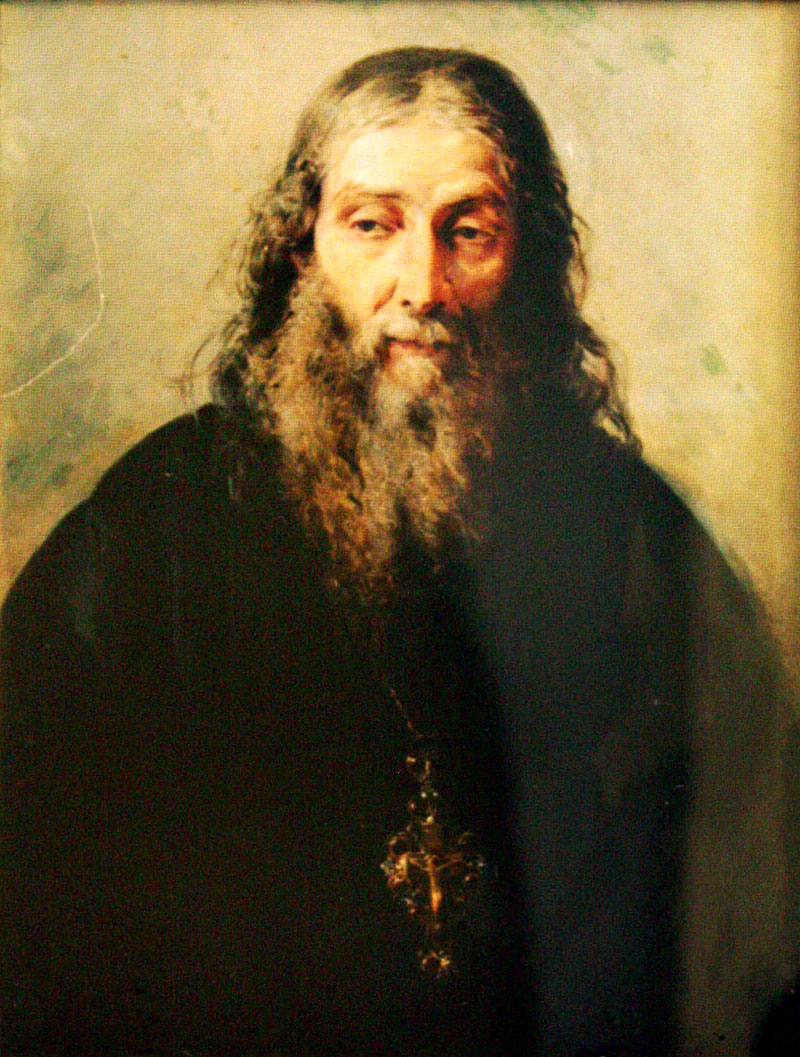
Porträt Antonin Kapustins, 1891 von Nikolai Koschelew

Archimandrit Antonin (Kapustin), ab 1865 bis zu seinem Tode Leiter der Russischen Geistlichen Mission, Byzantinist auch aus Leidenschaft für seine vorige Pfarre, die spätbyzantinischen Dreifaltigkeitskirche, seit 1851 russische orthodoxe Kirche in Athen, und begeisterter Archäologe zahlte 2.800 Franken der Lateinischen Münzunion für das Gelände, das 33.750 m² maß. Archimandrit Antonin ließ Obstbäume (Apfelsinen, Feigen, Granatäpfel, Oliven und Zitronen) sowie Eukalypten, Pinien und Zypressen pflanzen. An der Südseite kaufte die Mission für 180 Franken ein weiteres kleines Grundstück hinzu.
Zugang bestand daher einmal nach Westen zur Landstraße, von der die Adresse Rechov Herzl Nr. 157 herrührt. Zwei Tore erschließen das Gelände nach Süden zur dort verlaufenden Landstraße, wo auch Wohnhäuser von Nubiern standen, die sich dort mit der ägyptischen Immigration niedergelassen hatten. Der Weinberg im Norden gehörte ʿAssāǧ Manṣūr (عساج منصور), der östlich anliegende Garten Ǧirǧis Dabbās (جرجس دباس).
Doch das Petersburger Außenministerium, wie auch der Heiligste regierende Synod, lehnten den Landkauf ab, denn er widersprach der damaligen Außenpolitik des Russländischen Reichs, den Status quo levantinischer heiliger Stätten zu wahren, während europäische Katholiken und Protestanten landesweit ihre Institutionen errichteten, oft an oder angelehnt an Stätten mit biblischer Erwähnung und von religiöser Bedeutung. Diese Haltung Sankt Petersburgs löste in Kreisen der Russischen Orthodoxen Kirche große Empörung und Überraschung aus. Insbesondere wo das Russländische Reich sich doch als selbst ernannte Schutzmacht aller christlichen Orthodoxen im Osmanischen Reich verstand und teils gerierte.

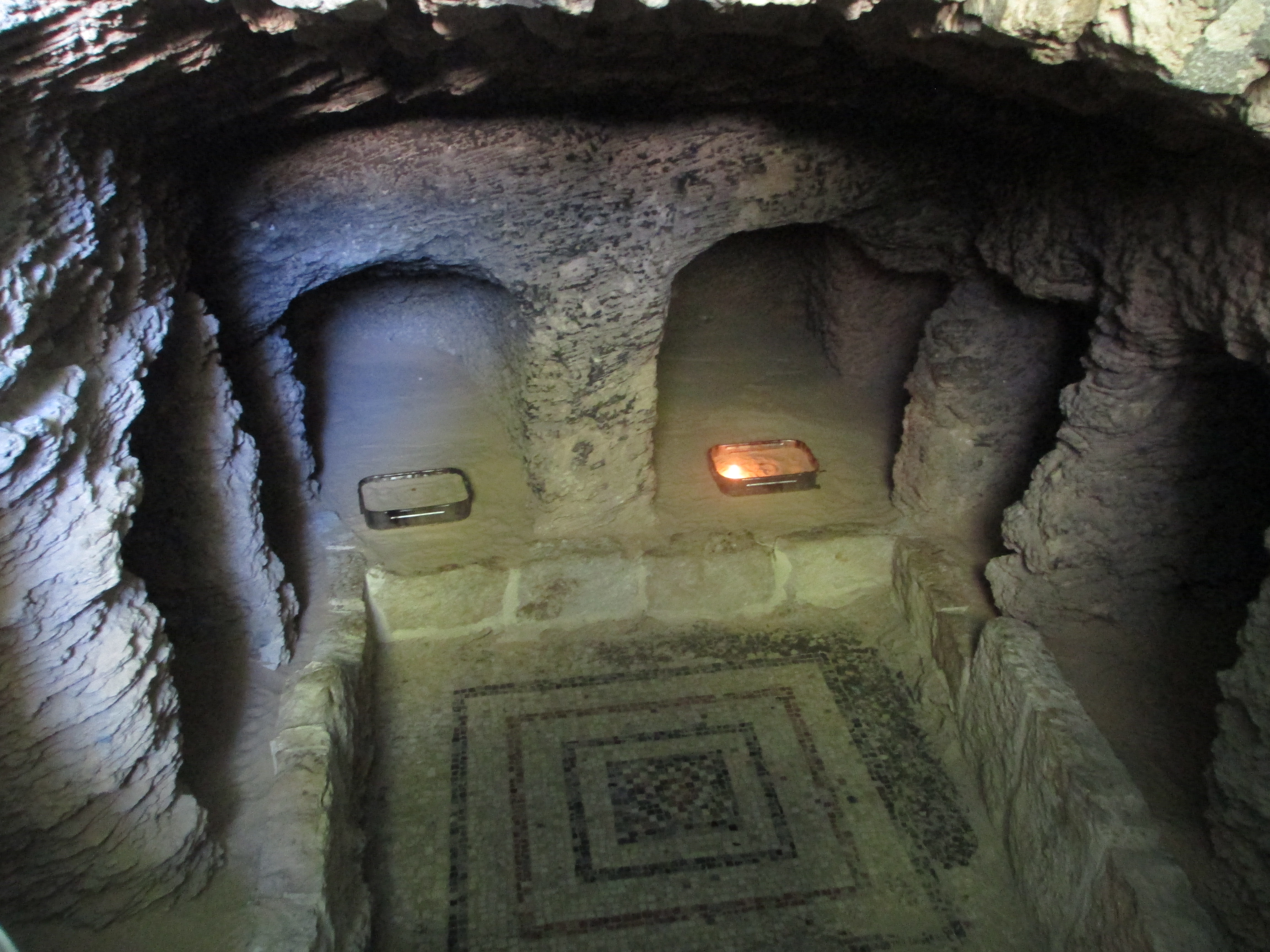
Mosaik vor der vermuteten Grabhöhle Tabithas, 2013

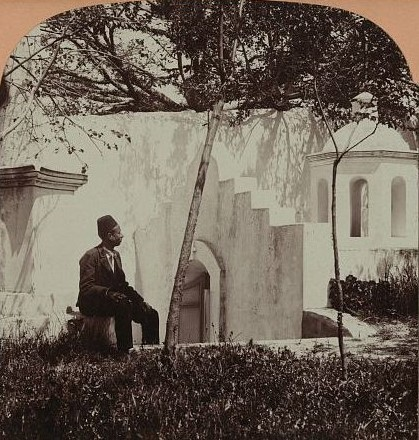
Kapellenbau über dem Zugang zur Grabhöhle, 1903

Archimandrit Antonin gab das Gelände nicht auf und beauftragte Conrad Schick das vermutete Grab Tabithas (hebräisch טָבִיתָא Ṭavītā, arabisch طابيثا, DMG Ṭābīṯā; auch Tabea oder auf griechisch Δορκάς Dorkás genannt) zu erforschen. Er legte bei Ausgrabungen gut erhaltene Mosaiken aus der byzantinischen Zeit des 5.–6. Jahrhunderts frei. Archimandrit Antonin ließ über dem Höhleneingang einen Kapellenbau errichten.
Einige Jahre später, 1873/1874, ließ die Russische Mission den französischen Archäologen Charles Clermont-Ganneau das weitere Gelände ergraben. Es kamen 34 in den Kurkar geschlagene Gräber mit Mazzevahtafeln zum Vorschein, auf denen aramäische, hebräische und griechische Inschriften, unter anderem Schalom, sowie damals übliche jüdische Symbole wie Lulavim und Menorot, das jüdische Bekenntnis der Bestatteten indizieren. Clermont-Ganneau setzte für die Mazzevahtafeln eine Datierung auf die Zeit des Zweiten Tempels (1.–3. Jahrhundert d.Z.) an, inzwischen gilt eher die Vermutung der Friedhof stamme aus der Zeit von Mischna und Talmud (2.–4. Jahrhundert). Da Tote und Friedhöfe Juden als rituell unrein gelten, ließ Jaffas jüdische Gemeinde ihren Begräbnisplatz außerhalb des damaligen Weichbilds der Stadt anlegen.
Die Grabinschriften nennen Berufe der Verstorbenen, die darauf schließen lassen, dass Jaffas Gemeinde gut etabliert und wohlhabend war und dass manche Verstorbene Bezüge zu fernen Orten wie das assyrische Adiabene (חַדְיָב Chadjav), nach Alexandrien, Hellas, Kappadokien und Libya inferior wie superior hatten. Mazzevahtafeln aus Clermont-Ganneaus Grabungen kamen in verschiedene Antikensammlungen. Auch Plato von Ustinow, der in seinem Hôtel du Parc in der Deutschen Kolonie Jaffa ab 1879 das erste Museum des Landes für Antiken unterhielt,:105 bekam einige Mazzevahtafeln für seine Sammlung.:109 Diese Sammlung mitsamt Tafeln verkaufte Magdalena von Ustinow, Platos Gattin, 1913 ans ethnographische Museum der Universität Oslo.:108, Fußnote 445

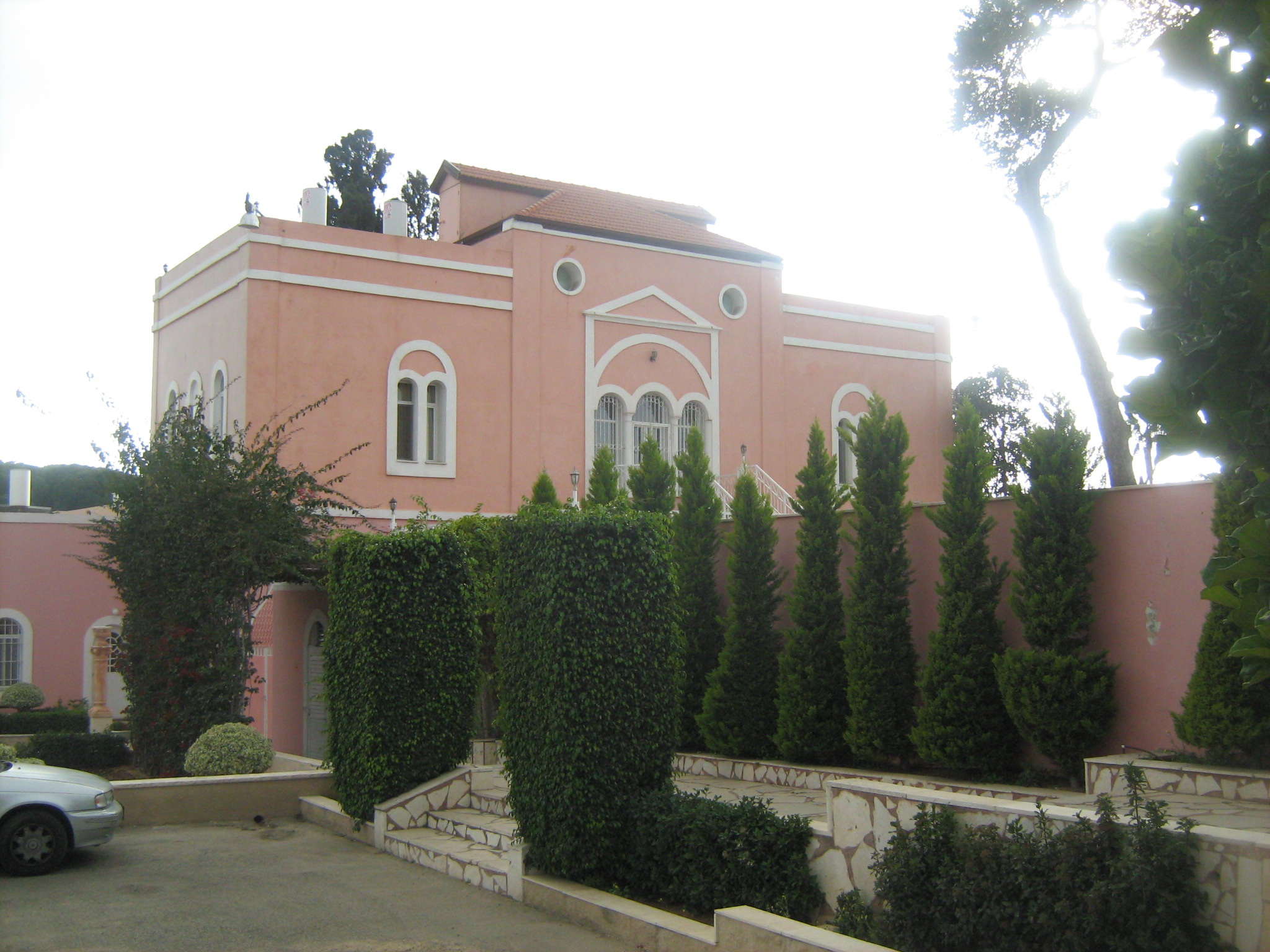
Ehemaliges Pilgerhospiz, durch Mauer abgetrennt und privat genutzt (2009)

Bald nach dem Kauf 1868 errichtete die Russische Geistliche Mission auf dem Gelände ein Becken für Wasser, das aus einem neu gegrabenen Brunnen heraufgeholt wurde, sowie ein Pilgerhospiz, in dem auch ein Priester wohnte. Vor allem russische Pilger nutzten das Hospiz, wo sie alles, was sie brauchten, zu symbolischen Preisen erhielten und in ihrer Muttersprache begrüßt wurden. Das Hospiz diente den Pilgern als Etappe und Logis auf ihrem Weg zwischen Jaffa und Jerusalem. Weitere Etappen der Wallfahrten waren Ramlah, Lod und Abu Gosch, wobei Wachen und Vertreter der Russischen Mission bzw. der Orthodoxen Palästina-Gesellschaft zur Abwehr arabischer Wegelagerer die Pilger eskortierten. Einzige Alternative war eine Fahrt im Pferdewagen, wie es Palästinadeutsche auf den von ihnen dazu befahrbar gehaltenen Wegen anboten. Dies änderte sich mit der Eröffnung der Bahnstrecke Jaffa–Jerusalem 1892, worauf die Zahl der Pilger schnell anstieg.
Archimandrit Antonin nahm ein Herzensprojekt auf und bereitete den Bau der Kirche vor. Mit der Zustimmung des Patriarchen von Konstantinopel zum Kirchbau vom 17./29. JuniJul./Greg. Kal. 1884 in der Tasche, wandte sich Antonin am 28. Oktober/9. NovemberJul./Greg. Kal. des Jahres, sich auf den Wunsch des verstorbenen Jewfimi Putjatin berufend, an den Heiligsten regierenden Synod in St. Petersburg um Unterstützung für den Bau der Kirche beim vermuteten Grab Tabithas in Jaffa. Schwieriger gestaltete es sich, den nötigen Ferman, die osmanische Baugenehmigung, zu bekommen. Nachdem der Madschlis von Jaffa und der lokale osmanische Statthalter Ende 1884 die Baubewilligung befürwortet, jedoch noch nicht formell abgeschlossen hatten, beantragte die russische Botschaft in Konstantinopel den Firman beim Sultan Murad V.
Zu Baubeginn der Kirche legte den Grundstein, darin verschiedene Beigaben, wie eine Limette aus dem umgebenden Hain, sowie Münzen, darunter ein neuer Halbimperial des Jahres, am 6./18.Jul./Greg. Kal. Oktober 1888 das Großfürstenpaar Elisabeth von Hessen-Darmstadt und Sergei Romanow in Anwesenheit seines Bruders Pawel Alexandrowitsch Romanow, des Archimandriten Antonin und weiterer Festgäste. Stockend einlaufende Spenden ließen den Bau nur langsam vorangehen. Archimandrit Antonin brachte Gelände und Bauten, darunter die Kirchenbaustelle, am 12./24.Jul./Greg. Kal. September 1889 in einen russisch-orthodoxen Waqf ein, was es von osmanischen Steuern befreite und als unveräußerlich einem wohltätigen Zweck widmete, wie hier als Pilgerunterkunft und Gebetsstätte.
Die Kaiserliche Orthodoxe Palästina-Gesellschaft (IPPO) stiftete 1891 die zweistöckige Ikonostase der Kirche in Anerkennung von 25 Jahren Dienst Archimandrit Antonins in Jerusalem, die im Oktober des Jahres in Jaffa eintraf. Gerasimos I., Patriarch von Jerusalem, weihte die Kirche am 16./28.Jul./Greg. Kal. Januar 1894 zusammen mit Metropolit Peter des Exarchats Arabia Petraea und Erzbischof von Jordanien (Iordanos) sowie Archimandrit Antonin. Die Apostel-Petrus-Kirche war sein letztes Projekt, Vater Antonin starb am 24. März 1894. Die Baukosten für die Apostel-Petrus-Kirche beliefen sich laut russischem Generalkonsulat allein bis 1894 auf etwas mehr als 60.000 Franken. Dabei waren der Innenausbau und der Turmbau längst nicht abgeschlossen.
Osmanische Behörden taxierten im Jahre 1305/1889Hiǧra/Greg. Kal. Boden und Bäume auf 50.000 Piaster (etwa 11.250 Franken) und die Gebäude auf 26.000 Piaster (etwa 5.850 Franken der Lateinischen Münzunion). Die Kirche als Gotteshaus wurde dabei nicht mit veranlagt. Für 1894 schätzte der Dragoman Alexander Jakowlew (Александр Гаврилович Яковлев; 1854–1909), von 1897 bis 1907 russischer Generalkonsul zu Jerusalem, den Preis der Anlage (ohne Kirche) auf 150.000 Franken, davon die Nebengebäude auf 50.000 Franken.
Mit dem fortschreitenden Wachstum der Industriestaaten stiegen mehr und mehr abhängig Beschäftigte zu Konsumenten auf. Das befeuerte den Zitruskonsum, Zitrusfrüchte wie die Marke Jaffa-Orange brauchen keine Kühlung, und den Zitrusanbau. Dies verwandelte die Landschaft um Jaffa in Zitrushaine, unter die sich Aprikosen, Pfirsiche und Mandeln mischen, welche die Stadt etwa 13 Kilometer lang im Halbkreis umgaben. Das galt auch für den Migrasch ha-Russim in Jaffa, der sich von den anderen Stationen der Russischen Geistlichen Mission laut einem Bericht von 1894 durch seine ausgesprochene Ertragskraft unterschied, hauptsächlich aus dem Verkauf von Apfelsinen und Limetten. Von ersteren ernteten die Mission etwa 120.000 Stück pro Saison, was 2.800 bis 3.200 Franken einbrachte. An Limetten fielen 12.000 Stück an, die sich zu 200 bis 240 Franken erlösen ließen. Weitere kleinere Einnahmen beliefen sich auf 600 Franken, also insgesamt auf 3.600 bis 4.020 Franken per annum. Den Einnahmen standen Ausgaben von 4.420 bis 4.570 Franken per annum gegenüber.
Der Bau des Glockenturms war zum Zeitpunkt der Weihe noch nicht abgeschlossen, doch die Rechnungen für den Blitzableiter, Geländer an den offenen Arkaden, den pyramidalen Spitzhelm und das Turmkreuz in Form eines Globus cruciger waren schon an den Odessiter Kommissar der Orthodoxen Palästina-Gesellschaft (IPPO), Michail Iwanowitsch Ossipow, abgesandt, der sie aus dem Spendenfonds in seiner Obhut bezahlen sollte. In seinem letzten Willen, den Generalkonsul Sergei Wassiljewitsch Arsenjew am 19. März 1894 niederschrieb, verfügte Archimandrit Antonin, dass die 5.691 Rubel im Spendenfonds nach Zahlung besagter Rechnungen vorrangig zur Vollendung der Kirche, ihres Turms und eines Nebengebäudes zu verwenden seien.

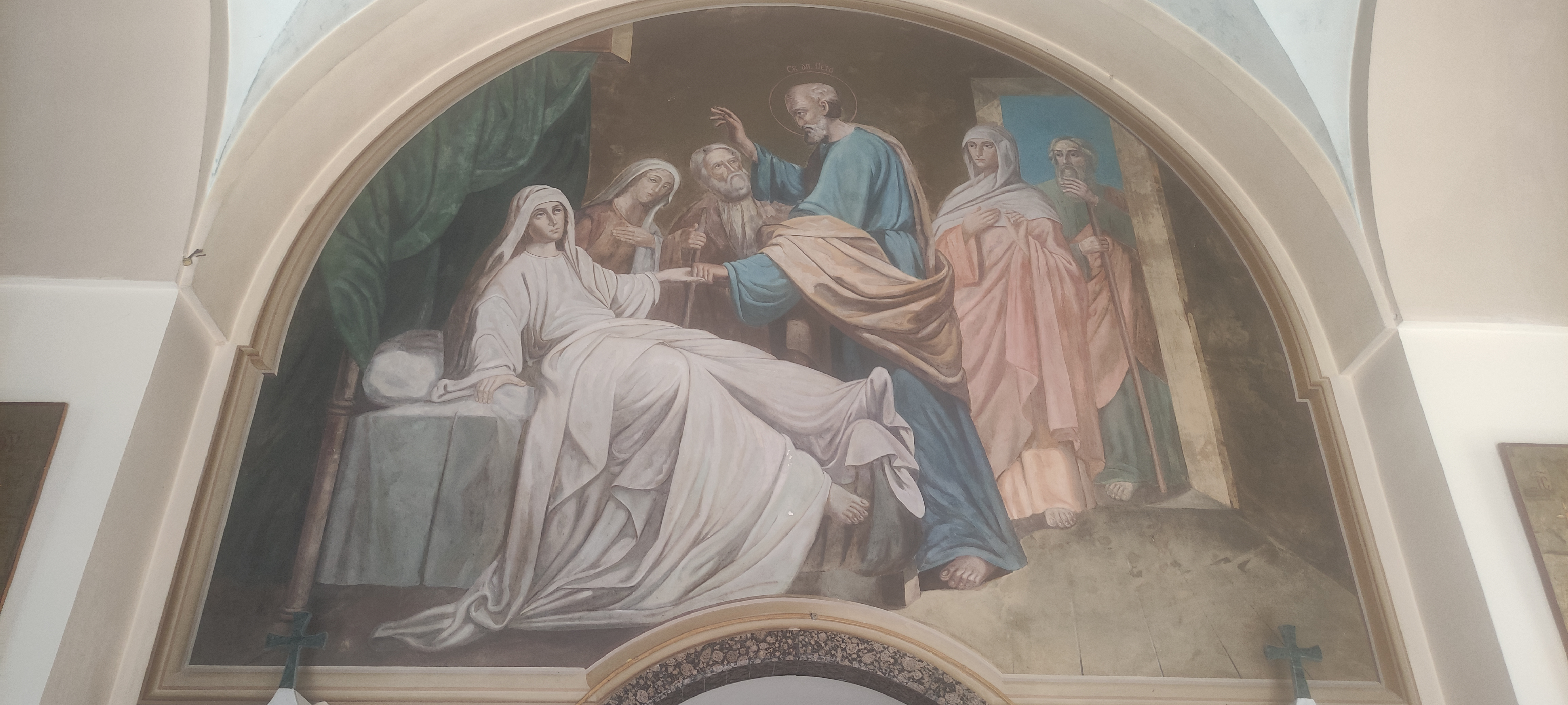
Erweckung Tabithas durch Simon Petrus, Fresko in der Apostel-Petrus-Kirche, 2022

Antonins vierter Nachfolger in der Leitung der Mission, Archimandrit Leonid Sienzow (Леонид Сенцов), führte den Innenausbau ab 1905 fort, als er Mönche aus dem ukrainischen Mariä-Entschlafens-Kloster zu Potschajiw beauftragte, die Innenwände mit Fresken auszumalen. Die Hohe Pforte wies nach ihrem Eintritt in den laufenden Ersten Weltkrieg Russen wie andere Bürger der Staaten der Triple Entente als feindliche Ausländer aus. Die Osmanische Armee verwandelte das Gelände anschließend in eine Kaserne.
Nach der Oktoberrevolution im November 1917 mit Unterdrückung des Heiligsten regierenden Synods, Beraubung und kommunistischer Unterwanderung des Patriarchats von Moskau und der ganzen Rus wie des orthodoxen Klerus in der Sowjetunion führte die unkorrumpierte, freie Russische Orthodoxe Kirche im Ausland (ROKA) im Einvernehmen mit der britischen Mandatsmacht die Anlage aus Kirche und Herberge nach dem Krieg fort.

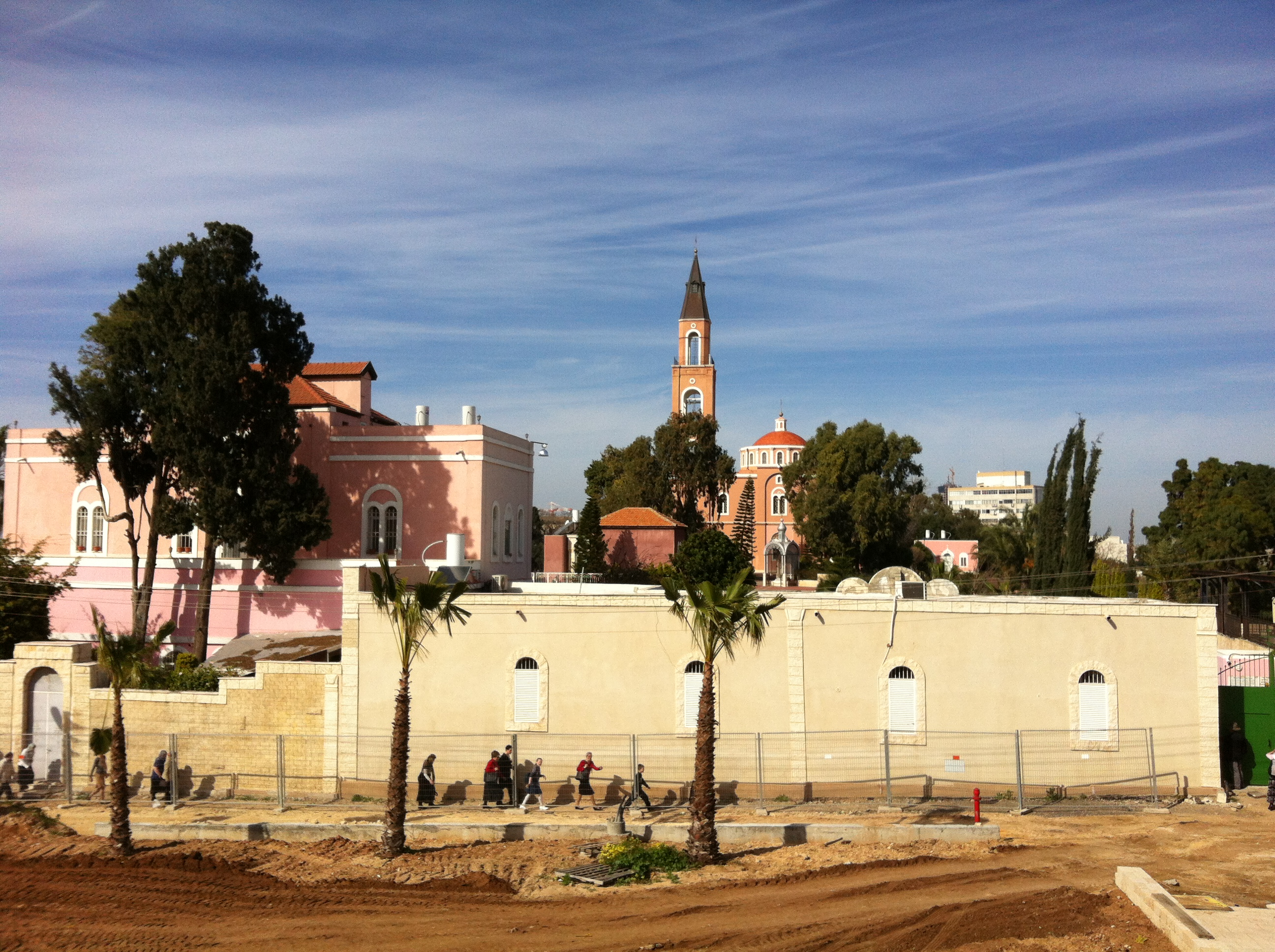
Mischʿol Prof. Heinrich Mendelssohn bei der Grunderneuerung 2013 vor Südmauer mit ehemaligem Pilgerhospiz

Die britische Mandatsverwaltung führte ab 1921 mit der Municipal Corporations Ordinance sukzessive die kommunale Selbstverwaltung der in osmanischer Zeit kaum selbstbestimmten Ortschaften ein, so auch in Abu Kabir, das aber 1934 dann in die Stadt Jaffa eingemeindet wurde, in welch gleichem Jahr am 12. Mai Tel Aviv als selbständige Stadt aus Jaffa ausgegliedert wurde. Die südlich an der Anlage passierende Landstraße Jaffa–(Salameh–)Bir Zait (hier namens Mischʿol Prof. Heinrich Mendelssohn, früher Straße 3377, dann Rechov ʿOfer Cohen), eine ihrer mehreren Verzweigungen in der Peripherie Jaffas, bildete im Abschnitt zwischen Rechov Herzl und Rechov Jisraʾel mi-Salant zugleich die Jaffaner Stadtgrenze.
Der Beschluss der UNO vom 29. November 1947, im Mai 1948 das Mandatsgebiet zu teilen, sah die Gründung eines arabischen und eines jüdischen Staates vor, der unter Einschluss der weithin unbewohnten Wüste Negev mehr als die Hälfte des Mandatsgebiets ausmachen sollte. Nach dem Teilungsplan der UNO sollte Jaffa eine Exklave des zu gründenden arabischen Staates inmitten des jüdischen sein.
Für den Fall der Gründung eines Staates für Juden – neben einem für nichtjüdische Araber – kündigten die benachbarten Staaten Königreich Ägypten, Königreich Irak, Syrien und Transjordanien – sämtlich Mitglieder der Arabischen Liga – die Invasionen ihrer Streitkräfte an, um die Gründung Israels militärisch zu unterbinden bzw. rückgängig zu machen. In Erwartung dieses durch die Nachbarstaaten angekündigten Krieges verließen vor allem solche nichtjüdischen Araber mit verwandtschaftlichen Verbindungen ins Ausland oder die ihren Aufenthalt außer Landes selbst finanzieren konnten, Palästina auf Zeit,:95 bis sie nach einem erhofften arabischen Sieg zurückkehren könnten.
Im Vorlauf des Einmarsches der Streitkräfte arabischer Nachbarstaaten mühten sich die Parteien im Lande – einerseits antizionistische überwiegend nichtjüdische und zionistische überwiegend jüdische Palästinenser andererseits – darum, auch mit Gewalt Positionen und Posten einzunehmen bzw. zu halten, die im bevorstehenden Krieg strategisch wichtig erschienen, was sich zum Bürgerkrieg zwischen arabischen und jüdischen Palästinensern auswuchs.

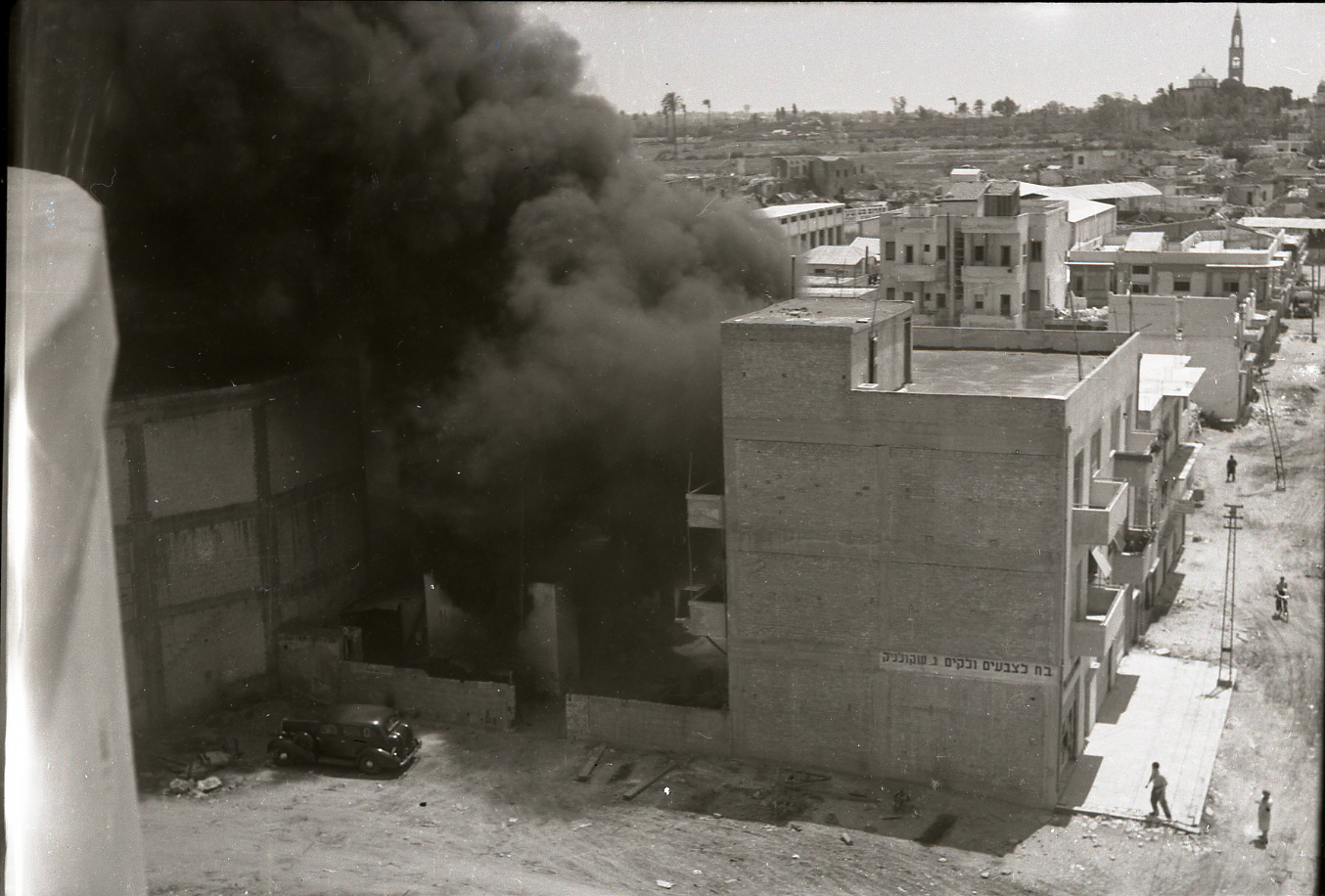
Brand nach arabischem Beschuss in Schapira mit Blick zur Apostel-Petrus-Kirche in Abu Kabir, 1947

Abu Kabir wurde zu einem wichtigen Stützpunkt für arabische Milizen, die gegen umliegende jüdische Städte und Ortschaften kämpften, und der hohe Kirchturm wie auch das 1948 zerstörte Minarett der Dorfmoschee dienten Scharfschützen als Hochsitze, um Bewohner in Florentin (פְלוֹרֶנְטִין), Naweh Schaʾanan (נָוֶה שַׁאֲנָן) und Schapira (שַׁפִּירָא) wie andern südlichen Vierteln Tel Avivs zu erschießen. Ab Dezember 1947 sickerte die aus Freiwilligen gebildete irreguläre Arabische Befreiungsarmee, finanziert durch die Arabische Liga, ins Mandatsgebiet Palästina ein, und beteiligte sich am Bürgerkrieg. Einschusslöcher arabischen Beschusses aus Abu Kabir durch den Rechov Herzl finden sich noch am 650 Meter entfernten Haus Nr. 99 Ecke Rechov Bar Jochai.
Am 13. Februar 1948 startete die Hagannah um 21 Uhr mit dem Beschuss Abu Kabirs mit Davidkas die Operation Merkaz. Der Mörsertyp Davidka war nicht eben effektiv und präzise, aber ihr ohrenbetäubende Lärm schlug manchen Gegner in die Flucht, kurzfristig drangen Hagannah-Kämpfer bis in Häuser am nördlichen Ortsrand Abu Kabirs vor. Bei Gefechten am 23. März starben 13 arabische und drei jüdische Kämpfer, woran ein Ehrenmal auf Höhe des Rechov Herzl 155 erinnert. Am 31. März 1948 wiederholte die Hagannah den Mörserbeschuss auf Abu Kabir, dessen Bewohner es als Flüchtlinge verließen, so dass sie den Ort einnehmen konnte und viele Gebäude sprengte, um eine neuerliche Bedrohung der südlichen Vororte Tel Avivs von hier aus zu verhindern. Die Briten nahmen dann selber Posten in Abu Kabir ein, bevor sie im Rahmen ihres Rückzugs den Ort am 10. Mai 1948 verließen.
Nachdem das Übergangsparlament Volksrat (hebräisch מוֹעֶצֶת הָעָם Mōʿetzet ha-ʿAm), durch Sochnut und Nationalausschuss, Exekutive der palästinensischen Repräsentantenversammlung, am 12. April 1948 aus 37 Vertretern aller Parteien darin gebildet, im Tel Aviv Museum am 14. Mai 1948 die Unabhängigkeit Israels erklärte, gehörte das jüdisch gehaltene Abu Kabir zu dessen Staatsgebiet. Ein schnell in Abu Kabir aus dem Boden gestampftes Spital diente im Krieg um Israels Unabhängigkeit noch vor Fertigstellung als Militärkrankenhaus. Türkische Flüchtlinge der jüdischen Nakba, der Flucht und Vertreibung von Juden aus islamischen Ländern (1948–1951) wies die israelische Regierung in erhaltene und reparierte, leer stehende Häuser Abu Kabirs ein. Aber auch Bulgaren, Deutsche, Iraker, Iranis, Jemeniten, Marokkaner, Polen und Rumänen wohnten dort.
Als zweites Land, nach den USA, erkannte die Sowjetunion am 17. Mai Israel an. Die prosowjetisch geführte israelische Regierung stellte Archimandrit Anthony Sinkevitch, von 1933 bis 1951 Leiter der Russischen Geistlichen Mission in Jerusalem, nach der Staatsgründung zunächst in Jerusalem unter Hausarrest und schob ihn später nach Ostjerusalem ab, wo die Mission auf dem Ölberg zwei Niederlassungen unter damals jordanischer Herrschaft hatte. Dann entzog die Regierung der ROKA alle ihre Einrichtungen im Staatsgebiet Israels und übergab sie dem sowjetergebenen Moskauer Patriarchat, so auch den Migrasch ha-Russim (hebräisch מִגְרַשׁ הָרוּסִים ‚Grundstück der Russen‘).
Vor allem im Viertel Abu Kabir um den Migrasch ha-Russim hinterließ dieser seinen Eindruck. Daliah Jafet (דַּלְיָה יָפֶת), die dort zwischen 1954 und 1974 aufwuchs, erinnert sich: „Als Kinder verbrachten wir gerne Zeit im Gan ha-Hagannah, pflückten im Winter Chrysanthemen und genossen das Zwitschern der Vögel.“ Alle Jahr zu Weihnachten nach Julianischem Kalender empfingen Kirchenleute die benachbarten Anwohner und beköstigten sie mit Weihnachtsgebäck.

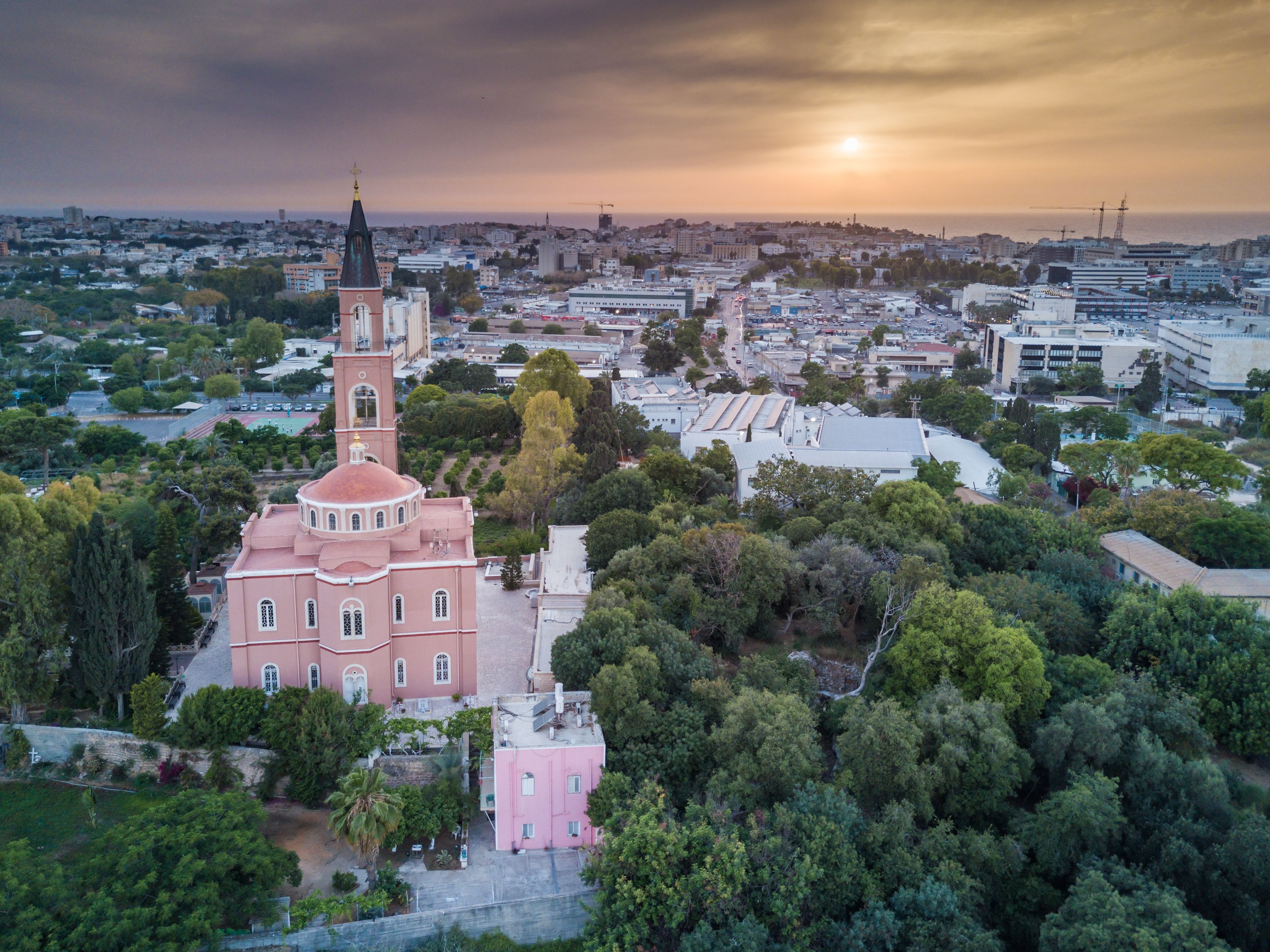
Kirche mit Nebengebäude (vorn) und Schulgebäude (re., grau gedeckt) auf bewaldetem Kurkar-Hügel im Abendrot, 2017

Die ummauerte Anlage des Migrasch ha-Russim diente seit Israels Unabhängigkeit neben seinem religiösen Zweck auch als Wohnsitz fürs rangniedere Personal der sowjetischen Botschaft, aus welcher Zeit Schwimmbad und Tennisplatz im seither räumlich getrennten Bereich des ehemaligen Pilgerhospizes stammen. Auch der sowjetische KGB hatte in der Anlage sein lokales Hauptquartier, dass im Kalten Krieg traurige Bekanntheit durch Oberstleutnant Israel Beer erlangte, der seinen Führungsagenten durch ein Loch in der Mauer ums Gelände Informationen und Dokumente Zahals lieferte, weshalb er 1961 wegen Spionage für die Sowjetunion verurteilt wurde.
An der Nordwestseite des Migrasch ha-Russim zog ins ausgebaute, inzwischen leerstehende Militärspital 1952 der Machon ha-Bijologi ha-Pedagogi (הַמָּכוֹן הַבִּיוֹלוֹגִי הַפְּדָגוֹגִי ‚das Biologisch-Pädagogische Institut‘, 1931 im Rechov Jehudah ha-Levi 12 als Seminar für Lehrer der Naturwissenschaften gegründet), das ab 1953 unter Leitung Heinrich Mendelssohns als Machōn Ūnīversīṭaʾī lɘ-Madʿej ha-Ṭeva (מָכוֹן אוּנִיבֶרְסִיטָאִי לְמַדְעֵי הַטֶּבַע ‚Universitäres Institut für Wissenschaften der Natur‘) die Keimzelle der Universität Tel Aviv (TAU) bildete, mit deren Gründung am 6. Juni 1956 das Institut als Abteilung für Zoologie Teil der Fakultät für Biowissenschaften wurde. Das Institut räumte 1981 die Gebäude in Abu Kabir und bezog neue Baulichkeiten auf dem Campus in Ramat Aviv.

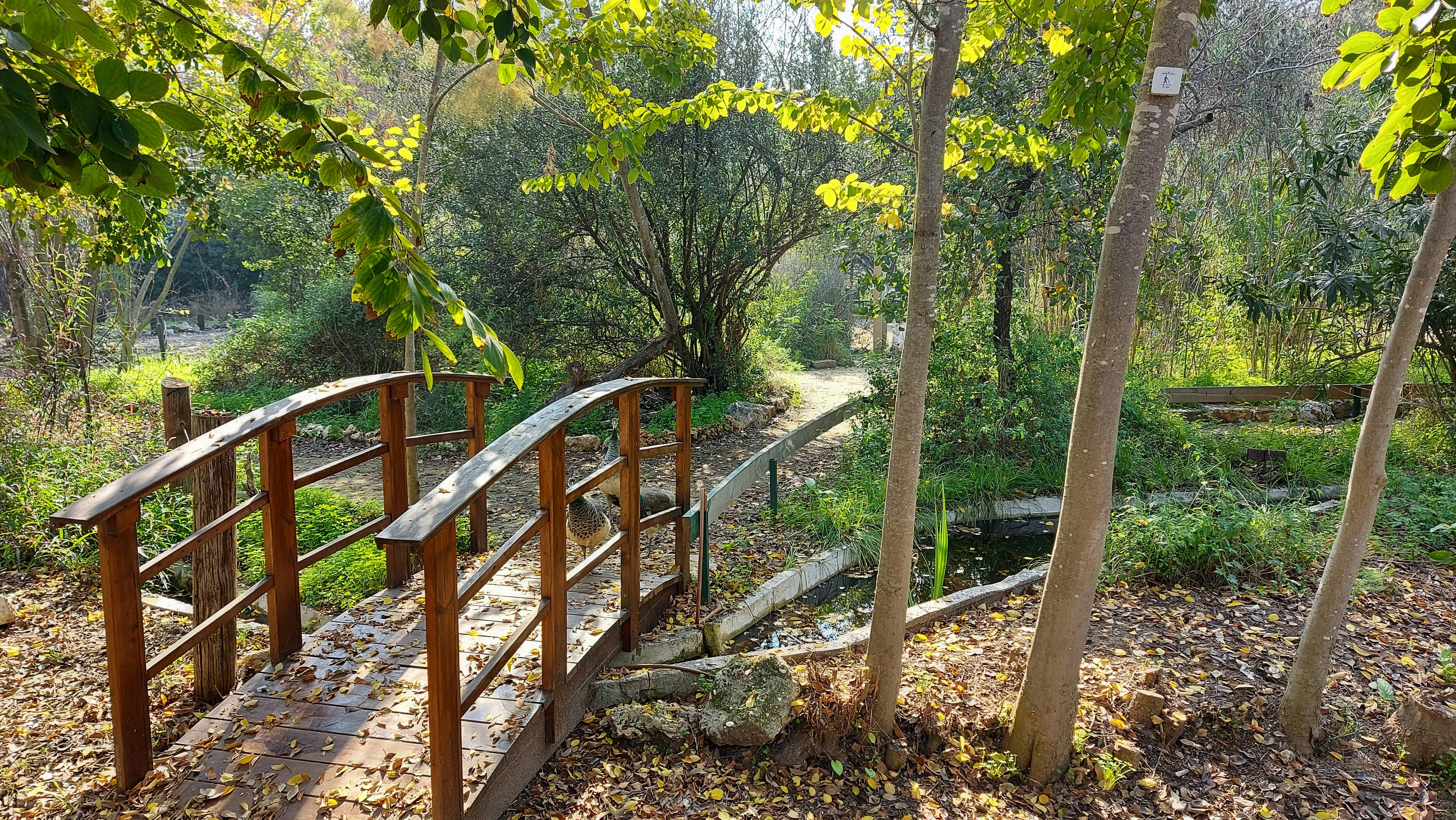
Gannei ha-Ṭeva, 2021

Zum Institut gehörte der Botanische Garten (bis 1973 in universitärer Obhut), der den heute bewaldeten Hügel (einst Weinberg) an der Nordostgrenze des Migrasch ha-Russim bedeckt, und sich auch an seiner Ostseite entlangzieht. Der ebenfalls institutseigene Zoo der TAU (bis 1981 in Obhut der TAU, dann der TEVA; 2015 geschlossen), ist heute mit 16 metrischer Dunam als Gannej ha-Teva (גַנֵּי הַטֶּבַע ‚Gärten der Natur‘) botanischer Schulgarten des 1986 gegründeten Bejt Sefer lɘ-Ṭeva, Svīvah wɘ-Chevrah (בֵּית הַסֵּפֶר לְטֶבַע, סְבִיבָה וְחֶבְרָה ‚Schule für Natur, Umwelt und Gesellschaft‘), der heute im ehemaligen Spitalgebäude domiziliert.
Mit dem sowjetischen Abbruch der diplomatischen Beziehung zu Israel 1967 erhob die ROKA 1968 Klage vor israelischen Gerichten gegen das Moskauer Patriarchat auf Herausgabe der israelischen Stätten der Russischen Geistlichen Mission. Der Prozess zog sich über Jahre hin, in denen die Kirche und der übrige Migrasch ha-Russim ungenutzt blieben. Bis in die 1990er Jahre öffnete die Kirche nur zu besonderen Anlässen wie die orthodoxen Patronatsfeste für Simon Petrus am 29. JuniJul. Kal./12. JuliGreg. Kal. und für Tabitha die Gerechte am fünften Sonntag nach Ostern (Sonntag des Gelähmten) und am 25. Oktober. Mitte der 1970er Jahre ließ die Stadt Tel Aviv viele Häuser Abu Kabirs abreißen und stattdessen das Viertel Neweh ʿOfer (נְוֵה עוֹפֶר) erbauen, dass die Bewohner Tel Kabir (תֵּל כַּבִּיר) nennen, doch einige Gebäude und der Migrasch ha-Russim blieben erhalten.
Bei Ausbau und Verbreiterung der Derech Qibbuz Galujjot (דֶּרֶךְ קִבּוּץ גָּלוּיּוֹת, Kvisch , ein wichtiger Autobahnzubringer) am nördlichen Rand des antiken jüdischen Friedhofs wurde ein Streifen entlang der Straße überbaut. Dabei wurden, wie in solchen Fällen in Israel üblich, um die ewige Grabruhe zu wahren, zwischen Gräber Stützen gesetzt, die die überhängende Fahrbahn in bestimmter lichter Höhe über die Gräber hinwegführt. Im Zuge dieses Baues wurden weitere Mazzevot mit Namensinschriften entdeckt, wie auf hebräisch יְהוּדָה כֹּהֵן בֶּן כֹּהֵן Jɘhūdah Cohen ben Cohen und ähnlich auch auf Griechisch. Eine andere Inschrift formt die hebräischen Worte שָׁלוֹם ‚Friede‘ und לֵידָה Lejdah, deutsch ‚Geburt‘ zu einer Palme. Die Universität Oslo gab in den 1980er Tafeln mit Grabinschriften aus der Sammlung Ustinow an Israel.
Mit der Wiederaufnahme der israelisch-sowjetischen Beziehungen am 18. Oktober 1991 übernahm das Moskauer Patriarchat wieder die Einrichtungen der Russischen Geistlichen Mission in Israel. Dies blieb so, als die Russische Föderation in die Fußstapfen der am 26. Dezember 1991 aufgelösten Sowjetunion trat. Die Mission ließ aus Anlass des 150. Jahres ihres Bestehens (1997) den Migrasch ha-Russim in den Jahren 1995 bis 2000 innen wie außen grundlegend renovieren.

## Kirchengebäude
Archimandrit Antonin, der vorher in Athen als Priester an der spätbyzantinischen Dreifaltigkeitskirche gedient hatte, beteiligte sich an der Bauplanung und beschloss, ein Gotteshaus mit Anklängen byzantinischen Stils zu errichten. Die Kirche entstand zwischen 1888 und 1894 vermutlich nach Plänen Martin Eppingers, wie Nikolai Lossowoi schloss, da Eppinger zur gleichen Zeit Gebäude im Jerusalemer Migrasch ha-Russim der Russischen Geistlichen Mission errichtete und die Apostel-Petrus-Kirche Ähnlichkeiten zu diesen aufweist.
An der Westseite erhebt sich ein fünfstöckiger Glockenturm mit dunklem Spitzhelm nach Art eines angebauten Campanile, aber in neorussischem Stil wie der ganze Bau. Da die Apostel-Petrus-Kirche 2,1 Kilometer von Jaffas Altstadt entfernt ist, beschloss Archimandrit Antonin sie mit einem weithin sichtbaren Kirchturm auszustatten, der russische Pilger auf dem Weg zu einer Herberge für die Nacht den Weg weisen würde und die russische Präsenz im Heiligen Land sichtbar macht, weshalb der Glockenturm das höchste Gebäude Jaffas war. An der Ostseite an der Apsis befindet sich das Wladimir Timofejews, von 1885 bis 1894 russischer Konsularagent in Jaffa, der den Bau begleitete und die Überführung der Ikonostase von Jaffas Hafen zur Kirche besorgte. Die südliche Außenmauer der Kirche schmückt eine wunderschöne Sonnenuhr.
Nach sowjetischer Wiederaufnahme diplomatischer Beziehungen mit Israel öffnet die Russische Geistliche Mission die Pforten des Migrash ha-Russim zu regelmäßigen Zeiten, zu denen Besucher die Kirche, den Friedhof und die Höhle besichtigen können, in der sich Tabithas vermutetes Grab befindet. Wenn Besucher eintreten, kommen sie von Süden aufs Gelände.
Die Kuppelkirche ist über einem rechteckigen Grundriss, den Kirchturm eingeschlossen, von ca. 60 Metern Länge erbaut. Risalite an der westlichen Turm-, der Nord-, Ost- und Südseite überragen die übrige Traufhöhe. Sie sind, unter Auslassung des höher hinausragenden Turms, miteinander verbunden durch eine Dachstruktur in Form eines griechischen Kreuzes, mittig überwölbt durch die 16-eckige Kuppel mit Fenstern gleicher Zahl. Es gibt eine Tür, die zum Dach führt und vor dem Betrachter bietet sich einer der schönsten Ausblicke auf die Stadt und ihrer Umgebung. Die Fassaden der Kirche sind in der Farbe Rosa gehalten, Kuppel und Dachzone sind rot gestrichen.
Nach Abschluss der umfassenden Renovierung des Äußeren und Inneren im Jahre 2000 resümiert Nikolai Lissowoi, dass die architektonische Bedeutung der Apostel-Petrus-Kirche und der Kunstfertigkeit, wie sie sich im Intérieur widerspiegelt, das Gotteshaus zu einer herausragenden Attraktion Tel Aviv-Jaffas machen.

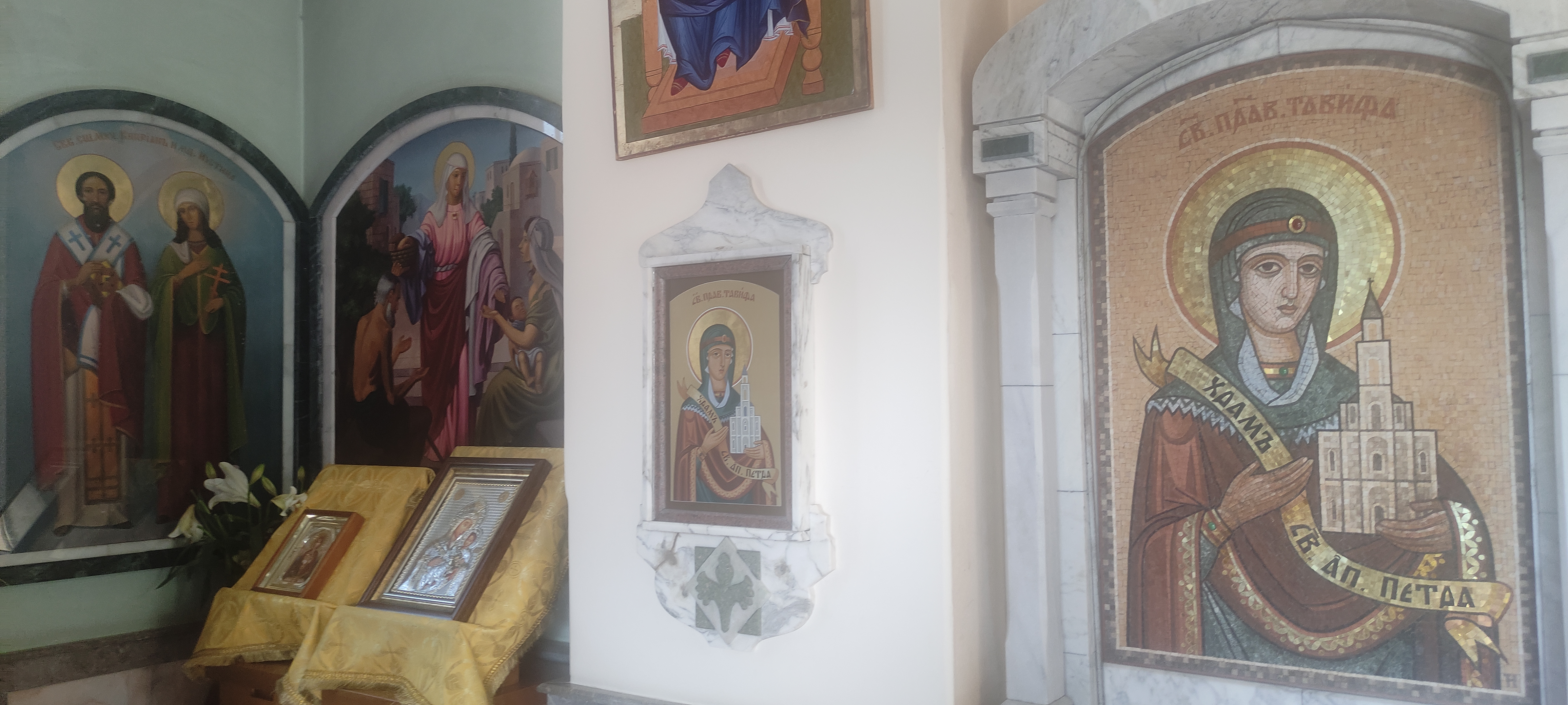
Nordtransept mit Darstellungen zu Ehren Tabithas, 2022

### Kircheninneres
Das Innere der Kirche beeindruckt durch die Ikonen christlicher Heiliger, die vom Turmportal her Eintretenden entgegenscheinen. Bei Weihe der Kirche 1894 hatten italienische und lokale Künstler das Innere längst noch nicht fertig ausgestaltet. Die Kirche gliedert sich in drei Bereiche, die Kapelle zu Ehren Tabithas im nördlichen Transept, die Ikonostase im Gedenken an die Befreiung Petri aus den Ketten im Mittelbereich unter der Kuppel und in der Kapelle des südlichen Transepts zu Ehren Simon Petrus.
Über den Kapellen erstrecken sich Galerien auf der gesamten Länge des Innenraums, einzig ausgenommen im Bereich der mittig im Osten hoch ausgeformten Apsis über dem Altarraum hinter der Ikonostase. Die Ausmalung der Konche dieser Apsis zeigt die Heilige Dreifaltigkeit. Den Übergang der Apsis in den Hauptraum unter der Kuppel flankieren auf Höhe über der Ikonostase Darstellungen der Apostel Paulus von Tarsus (Südosteck) und Simon Petrus (Nordosteck). Auf Höhe der Galerien befinden sich auf den oberen Partien der weiteren Pfeiler Fresken der übrigen zehn der Zwölf Apostel.

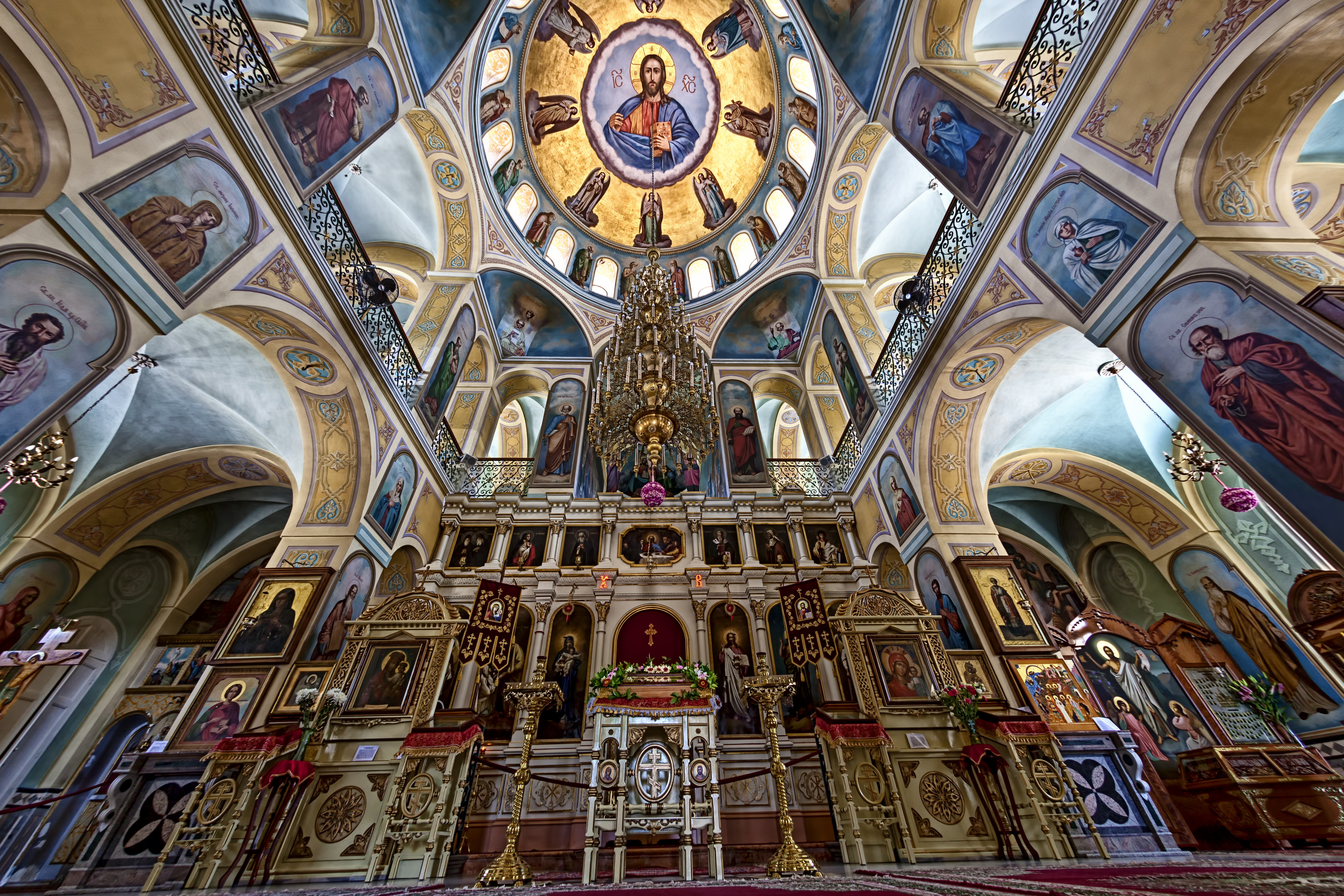
Ikonostasis mit Blick zur Kuppelmalerei Jesos Christos Pantokrator inmitten von Engeln, 2012

Die Ikonostase trägt im Sockelbereich den Namen ihrer Stifterin auf russisch Императорское православное палестинское общество eingeschrieben. Sie gliedert sich in eine Sockelzone und darüber zwei Reihen von Ikonen übereinander getrennt durch acht anmutige Halbsäulen mit vergoldeten Kapitellen unten und acht kleineren in der oberen Reihe. Die 13 Ikonen zwischen den Halbsäulen zeigen Jesus und Maria von Nazareth sowie Heilige gruppiert um das Abendmahl Jesu und seiner Jünger an seinem letzten Seder im Mittelbereich über der Königlichen Tür. Die erste Ikone links der Königlichen Tür zeigt die Theotokos, an deren Linken das Hauptaltarbild Die Erweckung Tabithas folgt, wie es Kanonischer Ordnung entspricht. Die Ikonen schuf und stiftete der Künstler Anton Ledakow, und einige, die 1891 nicht fertig waren, wurden nachgeliefert, sobald sie vollendet waren.
Die Fresken aus den Jahren ab 1905, wie der Zyklus zum Leben des Apostels Simon Petrus, schufen Mönche aus dem ukrainischen Mariä-Entschlafens-Kloster zu Potschajiw. Darunter auch an der Westwand jene des kopfüber gekreuzigten Simon Petrus. Die Pfeiler am westlichen Übergang aus der Turmhalle in den Kirchenraum unter der Kuppel flankieren überlebensgroße Fresken der Patrone Tabitha und Simon Petrus. Im Obergaden unter der Kuppel finden sich weitere Darstellungen von Aposteln und Heiligen.

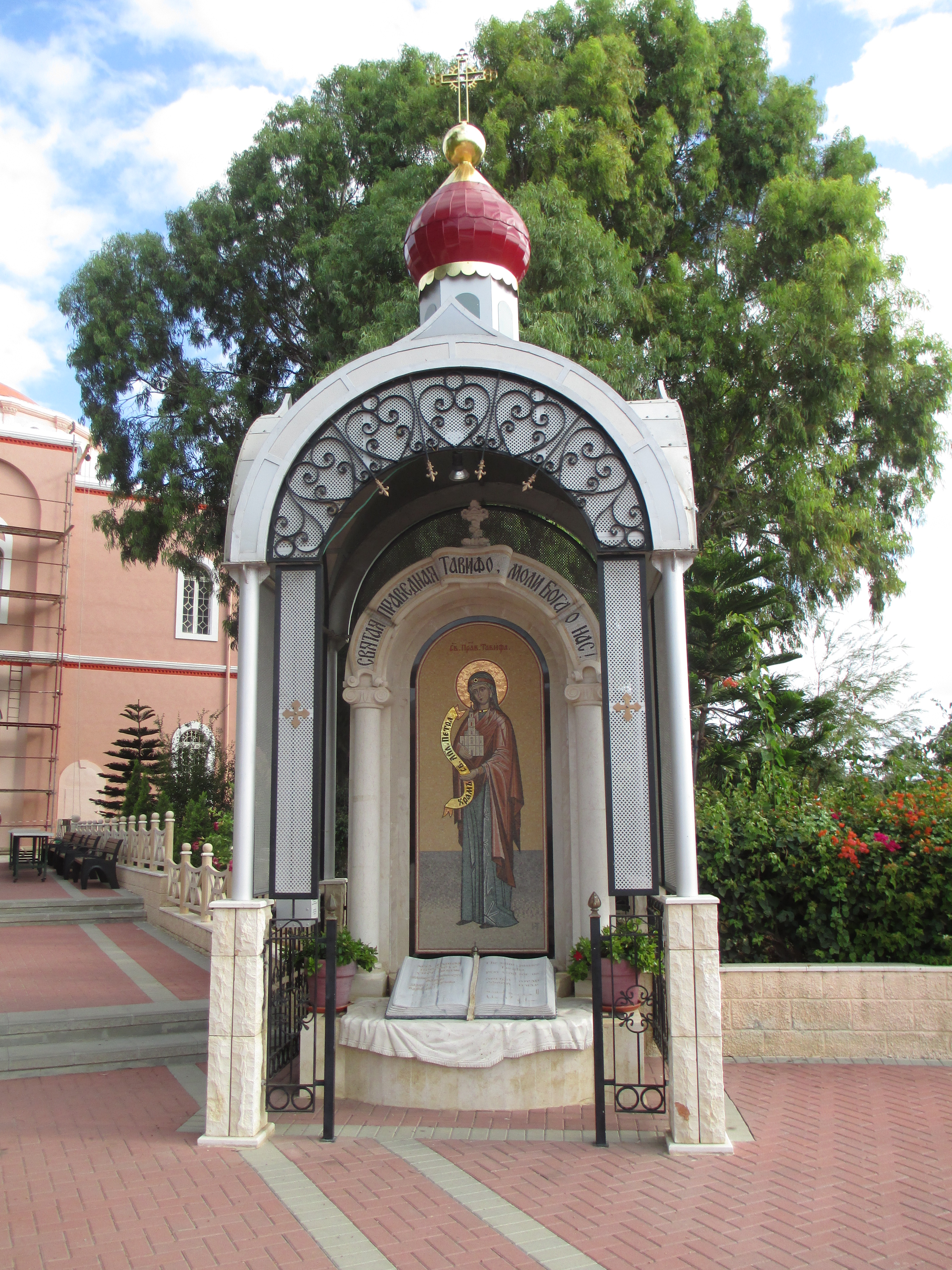
Mosaik Tabithas, davor Ersuche um ihre Fürbitten in acht Sprachen, 2013

## Übrige Objekte im Migrasch ha-Russim
Als die Russische Geistliche Mission das Gelände erwarb, war er durch dichte Hecken von Kaktusfeigen gesichert. Heute umschließt eine Mauer den Migrasch ha-Russim. Vom südlich anliegenden Mischʿol Prof. Heinrich Mendelssohn besteht der Zugang für die breite Öffentlichkeit. Der Migrasch ha-Russim umfasst neben der Kirche einen gepflegten Garten beschnittener Sträucher und reicher Vegetation und den Friedhof mit der Höhle, in der sich das vermutete Grab Tabithas befindet.
Am Weg zwischen Tor und Kirche steht ein Mosaik Tabithas in aufrechter Marmorrahmung, seit Beginn der 2010er Jahre geschützt durch eine Ädikula in russischem Stil. Vor dem Mosaik befinden sich Inschriften in einem Marmorblock in Form eines Buches, die Tabitha die Gerechte auf Arabisch, Armenisch, Englisch, Hebräisch, Latein und Russisch um Fürbitte ersuchen.

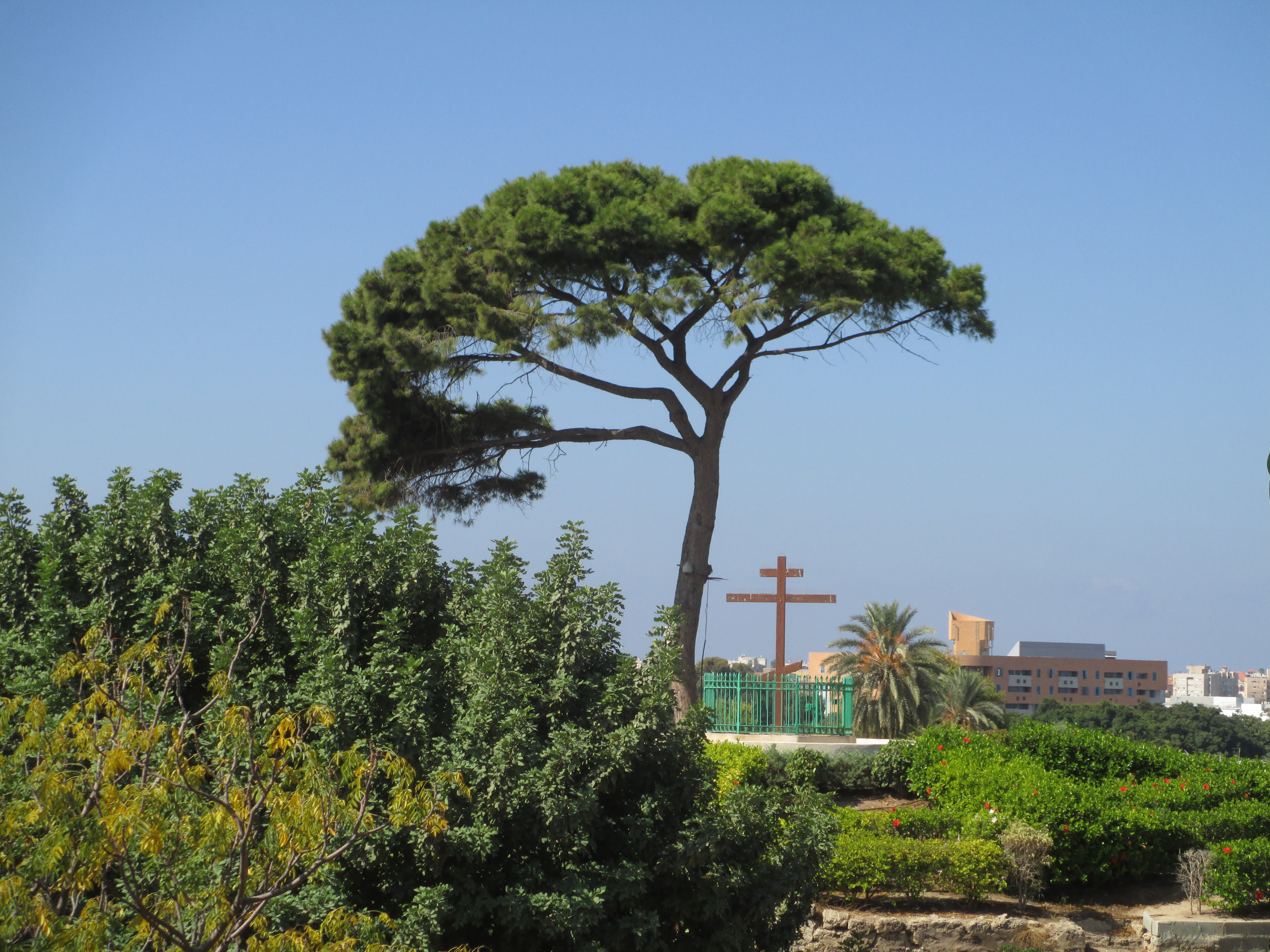
Blick westwärts vom russischen Holzkreuz zu den für betreutes Wohnen in der Derech Ben-Zvi 42, 2013

Verschiedene Arten von Zitrusbäumen erfüllen zur Blütezeit im Frühling die Luft mit betörendem Duft, der in alle benachbarten Viertel einzieht. Die Bäume, durch einen artesischen Brunnen bewässert, geben alle Jahr reiche Ernten. In dem weitläufigen Bayyār / بيار (Garten) feiern alle Jahr viele russische Orthodoxe und Freunde nach dem Gottesdienst am liturgischen Gedenktag Tabithas der Gerechten ein familiäres Großpicknick. Die Beteiligung daran hatte in den 1990er Jahren ihren Höhepunkt, als viele russischsprachige Orthodoxe aus den Ländern der ehemaligen Sowjetunion neu eingewandert waren. Auf einem Hügel im Garten steht im Schatten einer Kiefer ein orthodoxes Kreuz. Westlich vor der Kirche befindet sich ein kleiner Friedhof mit mehreren Gräbern.

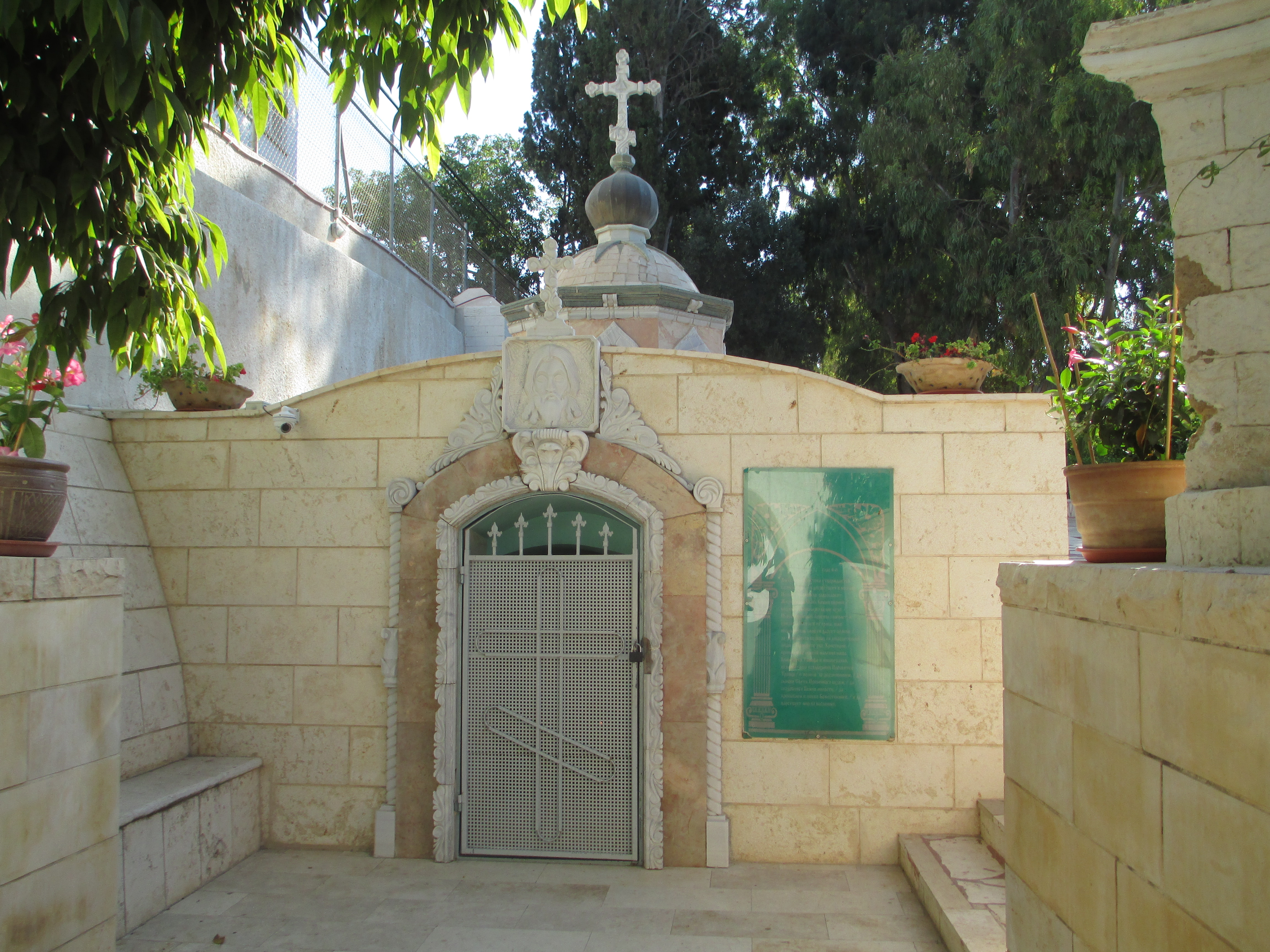
Kapellenbau über dem vermuteten Grab Tabithas, 2013

Am nordwestlichen Eck des Migrasch ha-Russim, 120 Meter von der Kirche entfernt, befindet sich das vermutete Grab Tabithas der Gerechten. Archimandrit Antonin ließ darüber ein Gebäude errichten, in dessen Entrée sich ein modernes Mosaik befindet, das Tabithas Erweckung darstellt. Vom Entrée, wo Gläubige Kerzen entzünden, führen in Kurkar geschlagene Stufen zur Grabhöhle darunter. Deren Boden ist mit geometrischen byzantinischen Mosaiken verziert, die Conrad Schick freigelegt hat. Das Dach des Gebäudes ziert eine kleine Kuppel im Stil russischer orthodoxer Kirchen.

## Bibliographie
- Kirill Aleksejewitsch Bach (К.А. Вах), Nikolai Nikolaijewitsch Lissowoi (Н.Н. Лисовой, 1946–2019) und Gerold Iwanowitsch Wsdornow (Г.И. Вздорнов), Строительство Церкви Святой Марии Магдалины на Елеонской горе в Иерусалиме, Moskau: Индрик, 2006, ISBN 5-85759-341-7
- Ori Dvir (אוֹרִי דְּבִיר; 1931–2011), נְקֻדַּת חֵן תֵּל־אָבִיב–יָפוֹ, Tel Aviv-Jaffo: מוֹדָן, neue, aktualisierte Aufl., 1991/25752Greg./Jüd. Kal.[36] (15744[37])
- Ejal Jakob Eisler (אֱיָל יַעֲקֹב אַיְזְלֶר), Der deutsche Beitrag zum Aufstieg Jaffas 1850–1914: Zur Geschichte Palästinas im 19. Jahrhundert (=Abhandlungen des Deutschen Palästina-Vereins; Bd. 22), Wiesbaden: Harrassowitz, 1997, ISBN 3-447-03928-0
- Antonin Kapustin ('Антони́н' Андре́й Ива́нович Капу́стин), Из Иерусалима: статьи, очерки, корреспонденции: 1866-1891, Ritta Borisowna Butowa (Hrsg.), Moskau: Индрик, 2010
- Archimandrit Kiprian Kern (Киприан Керн; 1899–1960), О.[тец] Антонин Капустин Архимандрит и начальник Русской Духовной Миссии в Иерусалиме, Moskau: Издательство Крутицкого подворья. Общество любителей церковной истории, 2005
- Nikolai Lissowoi (Николай Николаевич Лисовой; 1946–2019), Приди и виждь. Свидетельства Бога на земле, Moskau: Издательство информационного агентства Русской Православной Церкви, 2000, ISBN 5-900349-04-7
- Pawel Platonow (Павел Викторович Платонов), «Храм св. апостола Петра и праведной Тавифы на русском участке в Яффе» (1. Juli 2007), auf: Россия в красках; abgerufen am 21. November 2023.
- Pawel Platonow (Павел Викторович Платонов), «Быт и нужды русских православных поклонников на Святой Земле в XIX-XXI веках» (2016), auf: Россия в красках; abgerufen am 21. November 2023.
- Россия в Святой Земле. Документы и материалы: 2 Bde., Außenministerium der Russischen Föderation / Архив внешней политики Российской империи, Kaiserliche Orthodoxe Palästina-Gesellschaft und институт российской истории РАН (Hrsgg.), Moskau: Международные отношения, 2000
- Nikodim Rotow (Никодим Ротов), История Русской Духовной Миссии в Иерусалиме, Serpuchow: Издание Серпуховского Высоцкого мужского монастыря, 1997